# Semicassis bisulcata
Semicassis bisulcata is een slakkensoort uit de familie van de Cassidae. De wetenschappelijke naam van de soort is voor het eerst geldig gepubliceerd in 1829 door Schubert & Wagner.

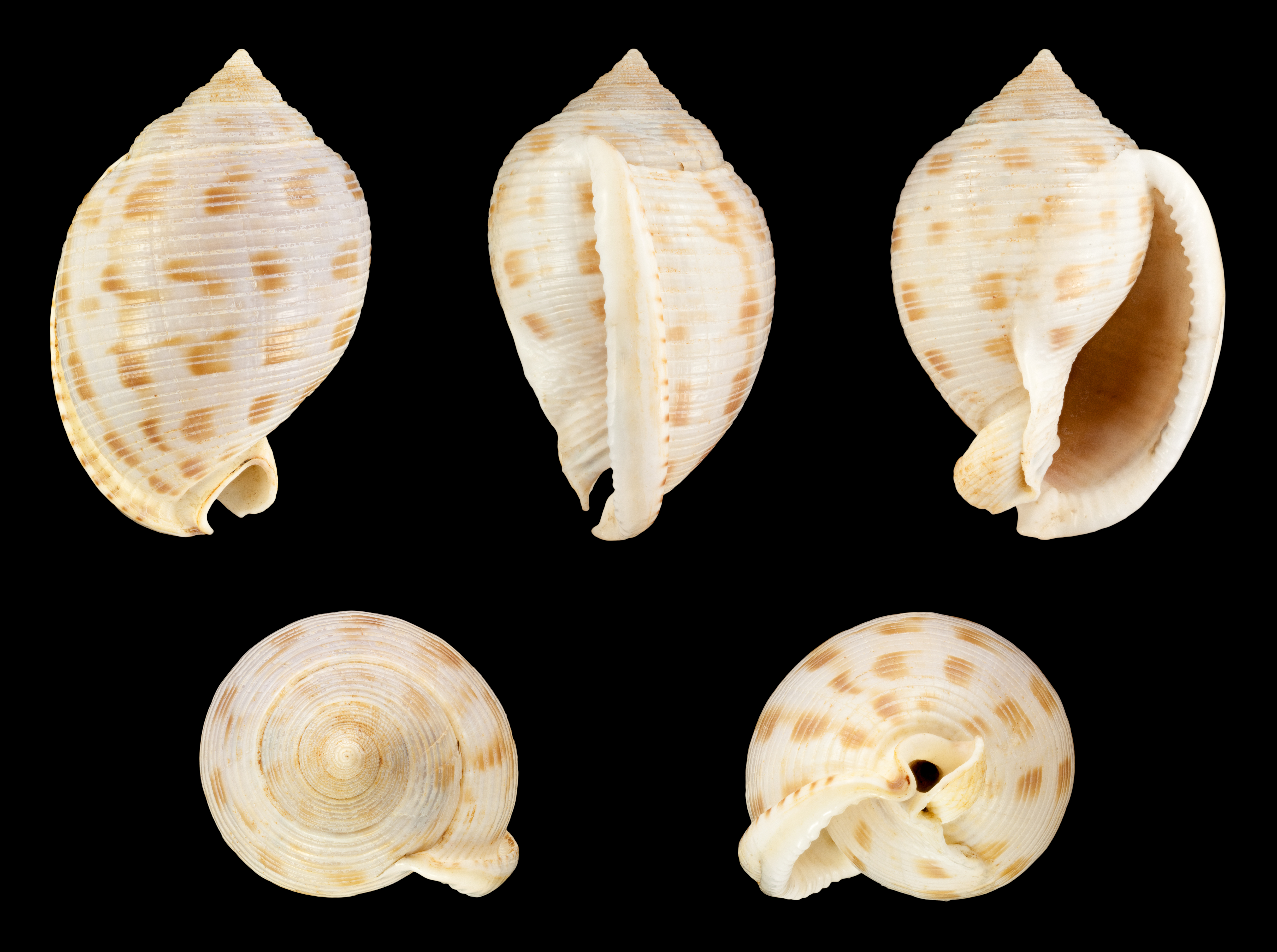
Semicassis bisulcata var. japonica

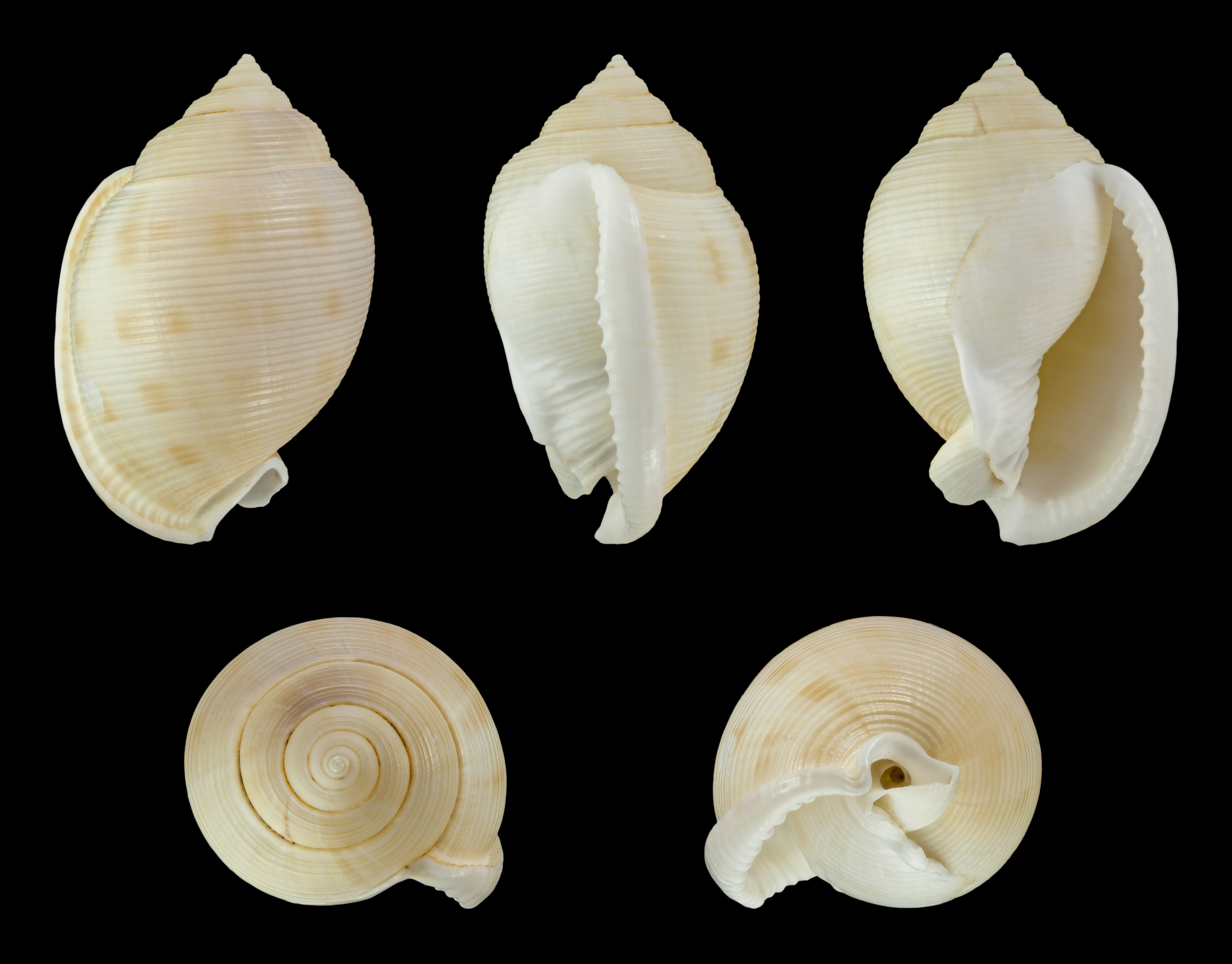
Semicassis bisulcata var. persimilis